# Пізлова Оксанна Араївна
Оксанна Араївна Пізлова (вірм. Օքսաննա Պիզլովա; нар. 14 листопада 2000) — вірменська футболістка, нападниця клубу «Восход» (Стара Маячка).

## Клубна кар'єра
На батьківщині виступала за «Алашкерт», у футболці якого в жіночій лізі чемпіонів дебютувала 4 листопада 2020 року в програному (0:9) поєдинку проти харківського «Житлобуду-2». Оксанна вийшла на поле в стартовому складі та відіграла увесь матч. Влітку 2021 року захищала кольори казахстанського клубу «Кизилжар».
Влітку 2021 року переїхала до України, де стала гравчинею «Восхода». У футболці клубу зі Старої Маячки дебютувала 6 серпня 2021 року в програному (0:1) виїзному поєдинку 2-го туру Вищої ліги проти вінницького «ЕСМ-Поділля». Пізлова вийшла на поле в стартовому складі, а на 61-ій хвилині її замінила Токжан Бекпенбет.

## Кар'єра в збірній
У 2015 році відіграла 3 поєдинки за дівочу збірну Вірменії (WU-17).
Викликалася до складу молодіжної збірної Вірменії (WU-19), у футболці якої дебютувала 15 вересня 2016 року в програному (0:8) поєдинку молодіжному чемпіонаті Європи 1-го туру проти одноліток з Норвегії. Оксана вийшла на поле в стартовому складі та відіграла увесь матч. З 2016 по 2018 рік зіграла 6 матчів за «молодіжку» Вірменії.
У футболці національної збірної Вірменії дебютувала 4 березня 2020 року в програному (0:1) поєдинку проти Литви.